# Parnassia davidii
Parnassia davidii är en benvedsväxtart som beskrevs av Adrien René Franchet. Parnassia davidii ingår i släktet Parnassia och familjen Celastraceae. Utöver nominatformen finns också underarten P. d. arenicola.